# Тія (цариця)
| U33 | i | i | Z4 | B7 |

| U33 | i | i | Z4 | B7 |

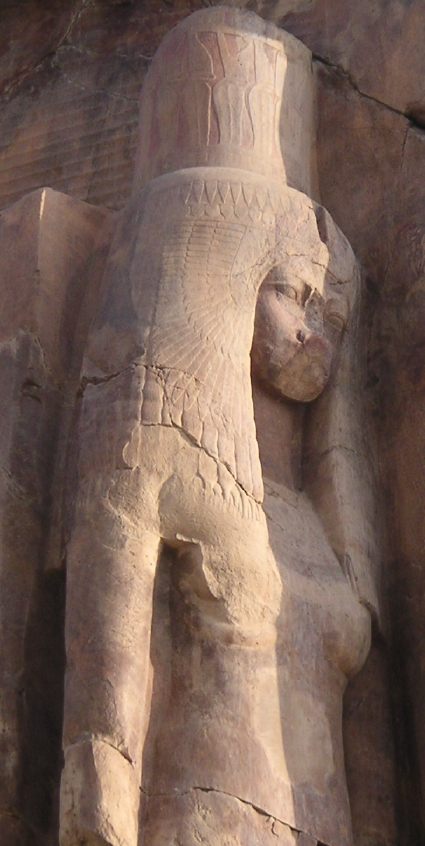
Тія.Фрагмент статуї з заупокійного храму її чоловіка Аменхотепа III у Фівах, відомий як «Колоси Мемнона».

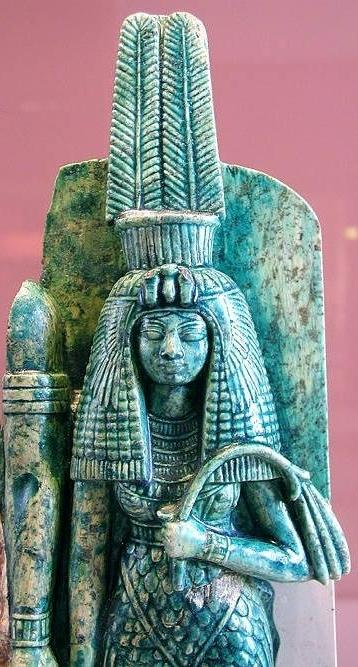
Тія

Гінеалогічне дерево роду Тії

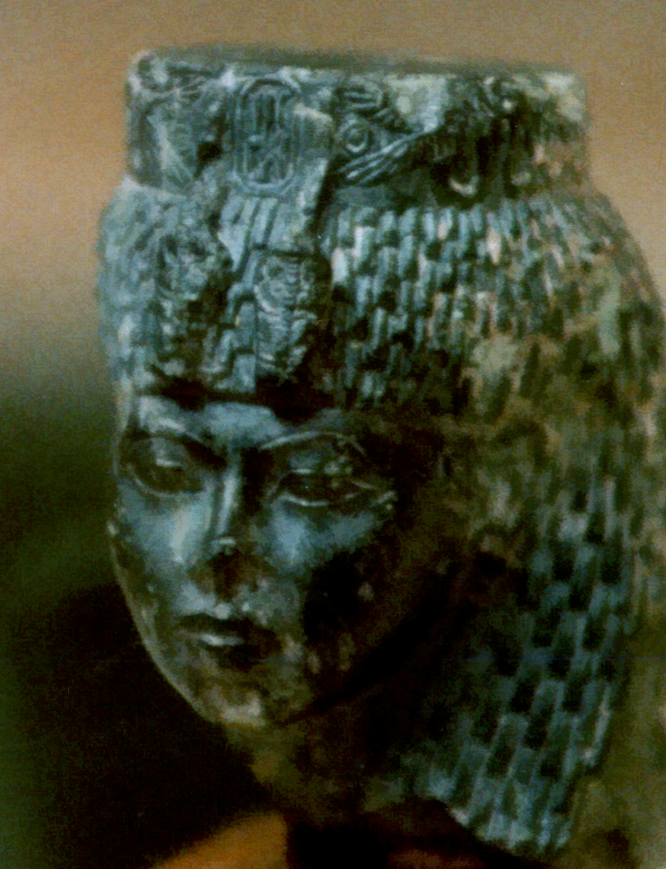
Скульптура Тії, знайдена в храмі Хатхор в Серабіт ель-Хадим, Синай. Зберігається в Каїрському єгипетському музеї.

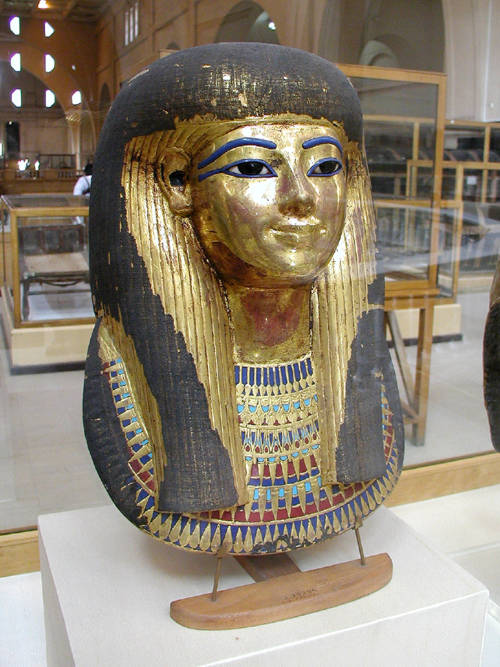
Мати Теї — Туйя

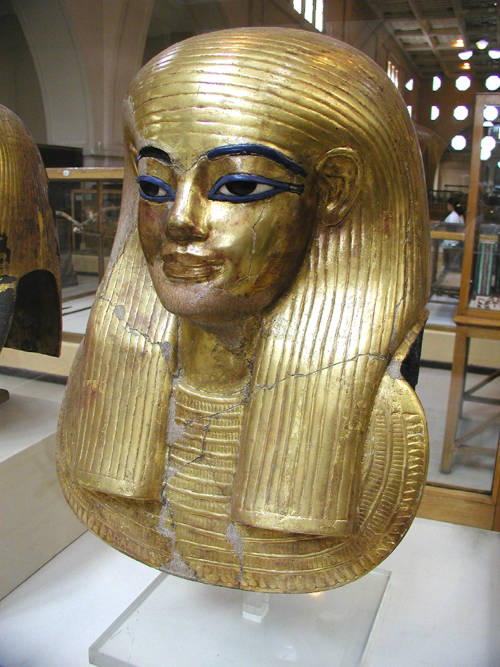
Батько Теї — Іуйя

Тія (також Тій або Тейє, вона ж Тіу, Ті, Тай, Тій, Тхіі, Туаа, Туйя і Тхуа. Народжена близько 1398 до н. е. — 1338 до н. е.) — «велика дружина» єгипетського фараона Аменхотепа III, яка зіграла за допомогою сильного впливу в дитинстві на сина важливу роль у встановленні Ехнатоном культу Атона як державної релігії. Вважається, що Тія прямо не належала до царської сім'ї, хоча її мати Туйю іноді називають нащадком цариці Яхмос-Нефертарі. Походження батька Тії, Іуйя, невідомо, що дає підставу окремим єгиптологам приписувати йому семітське походження. У ряді джерел проте вказується що Іуйя (Йуйя) був уродженцем єгипетського міста Ахмім (в Верхньому Єгипті). Аменхотеп III одружився з Тією, бувши спадковим принцом або ж на другому році свого правління (1385 до н. е.). У Аменхотепа III і Тії було принаймні шість дітей. Один з них, Ехнатон, в 1364 до н. е. став фараоном і ввів культ Атона.
За деякими збереженими джерелами можна зробити висновок, що Тія мала великий вплив при дворі свого чоловіка і брала активну участь не тільки в суспільному, а й політичному житті країни. Вона брала участь у всіх офіційних церемоніях і святах, супроводжувала свого чоловіка в поїздках по країні. Тія постійно присутня поруч з царем на публічних прийомах, і придворні вихваляють її.
Могутність цариці особливо виразно проявилося тоді, коли вона зайнялася будівництвом власного храму на території сучасного Судана. Взявши на себе функції «начальниці будівельних робіт», вона прославила царську владу традиційним способом — спорудивши новий храм.

## Гробниця й мумія
Імовірно, спочатку Тія була похована в Гробниці Ехнатона в Ахетатоні, разом з сином Ехнатоном та онукою Макетатон (недавно був ідентифікований фрагмент її саркофага).
Потім, після краху культу Атона, царські мумії були вивезені з Ахетатона і перепоховані в Долині царів у гробниці KV55. Там виявлено написи і речі пов'язані з Тією, позолочене похоронне зображення її із Ехнатоном (і сама мумія Ехнатона). Фрагменти мумії, що лежать там, спочатку були прийняті за її, але потім упізнані як чоловічі. В іншій гробниці WV22 Аменхотепа II виявлені ушебті Тії.
Мумія Тії була ідентифікована у гробниці KV35 тестом ДНК в лютому 2010 року. Там, в таємничій камері, її остаточно перепоховали стародавні єгиптяни. Це мумія старшої жінки, що лежить поруч зі своєю поки неідентифікованою дочкою і дружиною її сина Ехнатон а — мумією KV35YL, яка значно пошкоджена стародавніми грабіжниками могил. У цій же гробниці похований чоловік Тії — Аменхотеп III.